# Baía de Vitória
Die Baía de Vitória ist eine Bucht im brasilianischen Bundesstaat Espírito Santo um die Insel Ilha de Vitória, auf der die Hauptstadt Vitória liegt. Sie spielte bei der Besiedlung von Espírito Santo eine bedeutende Rolle. Anrainerstädte sind neben Vitória die Städte Vila Velha, Cariacica und Serra.
Die Bucht wird von den Flüssen im Inland Rio Santa Maria da Vitória und Rio Bubu gespeist. Im oberen Teil, in dem sich noch größere Mangrovenwälder befinden, trennt der Rio da Passagem, auch Canal da Passagem genannt, die Viktoriainsel vom Festland ab und mündet in den Atlantik. Etwa in Höhe von Alto da Boa Vista macht die Bucht einen 90-Grad-Knick nach Osten und vermischt sich mit dem Südatlantik.